# Papa Loved Mama
«Papa Loved Mama» — песня, записанная американским кантри-музыкантом Гартом Бруксом, вышедшая в качестве 4-го сингла с его третьего студийного альбома Ropin’ the Wind (1991). Авторами песни выступили Ким Уильямс и сам Гарт Брукс. «Papa Loved Mama» также была включена в такие альбомы Брукса как The Hits, The Limited Series, Double Live и The Ultimate Hits. В песне от лица сына излагается трагическая история о водителе грузовика, который однажды внезапно вернулся домой с цветами и вином, но не застал любимой жены. А когда узнал, где она, то направил свой грузовик прямо на ту комнату местного мотеля, в котором она проводила время со своим любовником. В итоге мать погибла, а отца-водителя посадили в тюрьму.   
За несколько недель песня дошла до третьего места чарта Hot Country Songs журнала Billboard, а также достигла второго места в кантри хит-параде Канады. По итогам года песня заняла пятнадцатое место в Канаде (RPM Top 100 Country Tracks of 1992) и 57-е в США в списке Best of 1992: Country Songs журнала Billboard.

## Чарты

### Еженедельные чарты
| Чарт (1992)                       | Высшая позиция |
| --------------------------------- | -------------- |
| Canada Country Tracks (RPM)       | 2              |
| США (Billboard Hot Country Songs) | 3              |

### Итоговые годовые чарты
| Чарт (1992)                  | Позиция |
| ---------------------------- | ------- |
| Canada Country Tracks (RPM)  | 15      |
| US Country Songs (Billboard) | 57      |